# Nanjian
Nanjian (en chino, 南涧; pinyin, Nánjiàn, léase Nan-Chián) es un condado autónomo bajo la administración directa de la prefectura autónoma de Dali. Se ubica al norte de la provincia de Yunnan, sur de la República Popular China. Su área es de 1739 km² y su población total para 2020 superó los 190 mil habitantes.

## Toponimia
Nanjian se llama así porque está ubicada en el sur (南 Nan 'sur') de Dali y entre el río Jianshui (涧水) que baña su territorio.
Como las otras regiones autónomas, se caracteriza por estar asociada a un grupo étnico minoritario, en este caso, los bai . La región recibió la condición de "autónomo" cuando se estableció el "condado autónomo bai de Nanjian" el 16 de noviembre de 1956.

## Administración
El condado Nanjian se divide en 8 pueblos que se administran en 5 poblados y 3 villas.